# حسين بن عبد الله الواحدي
السلطان حسين بن عبد الله بن حسين بن محسن الواحدي تسلم مفاتيح المصنعة بحبان (اليمن) في شهر رجب سنة 1351هـ الموافق 1932م برضا واختيار من غالبية أهل حبان واستمر بها حتى سنة 1367 هـ الموافق 1947 م وقد وصفه الشيخ علي بن محمد الشبلي  بالعدل والصلاح وبأنه حليم مدبر قد عمر المصنعة (مصنعة حبان) أحسن تعمير وجدد دروبها واستحكاماتها وشففها، وبنا حصن الكورتين وشففه ، وأصبحت المصنعة والكورتين آية بالغة في القوة والمنعة.

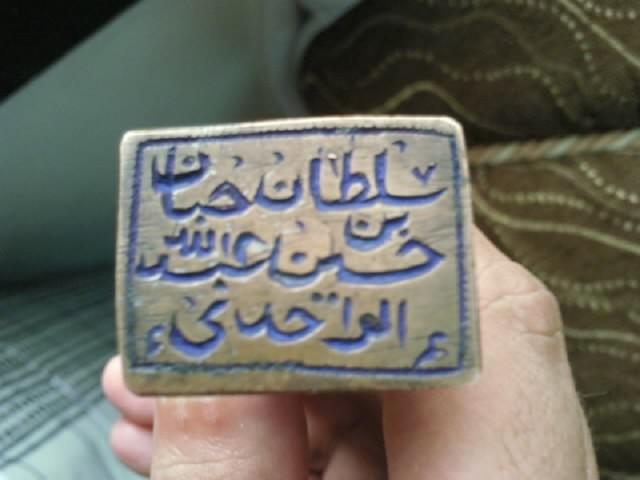
ختم السلطان حسين

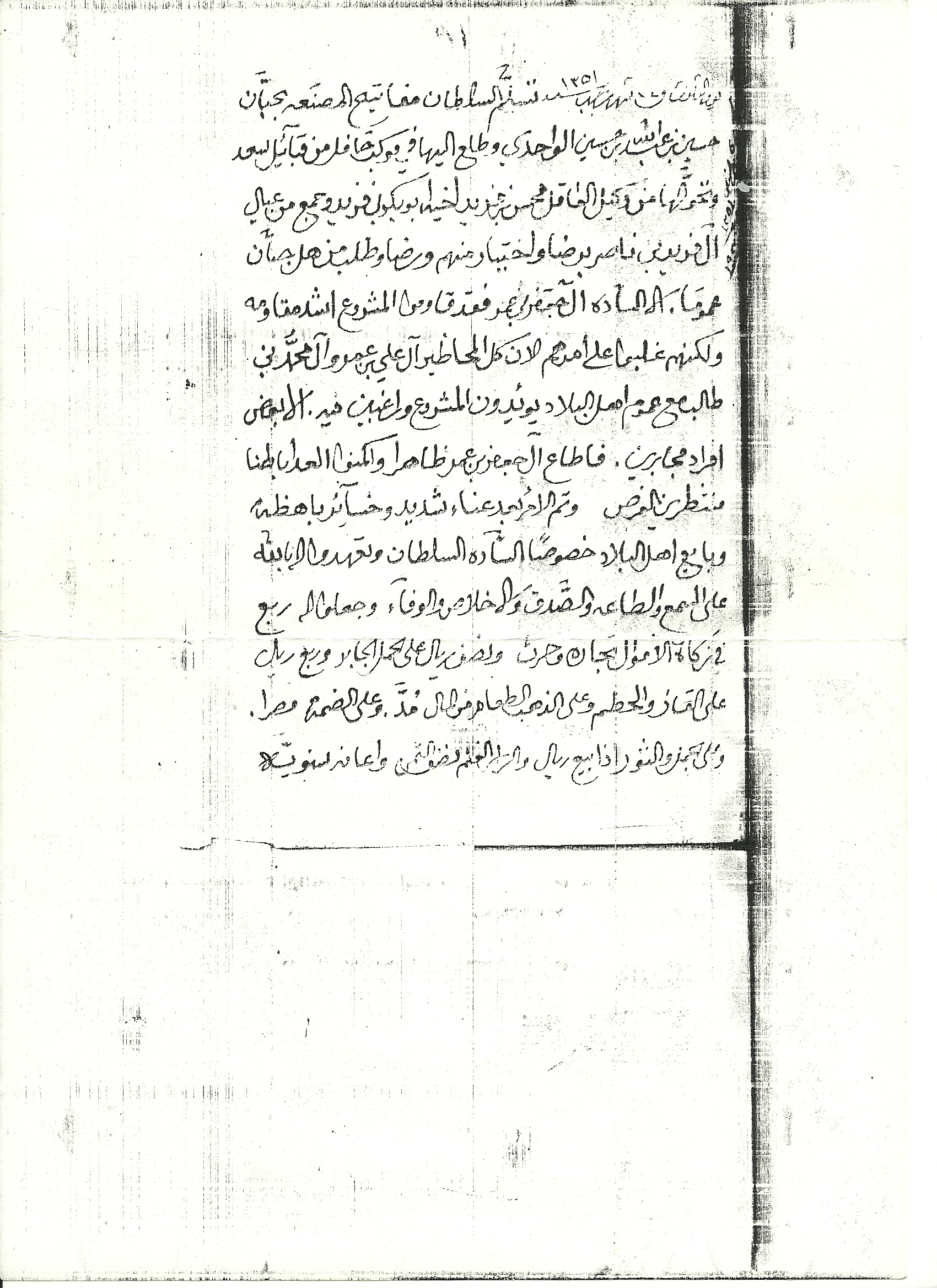

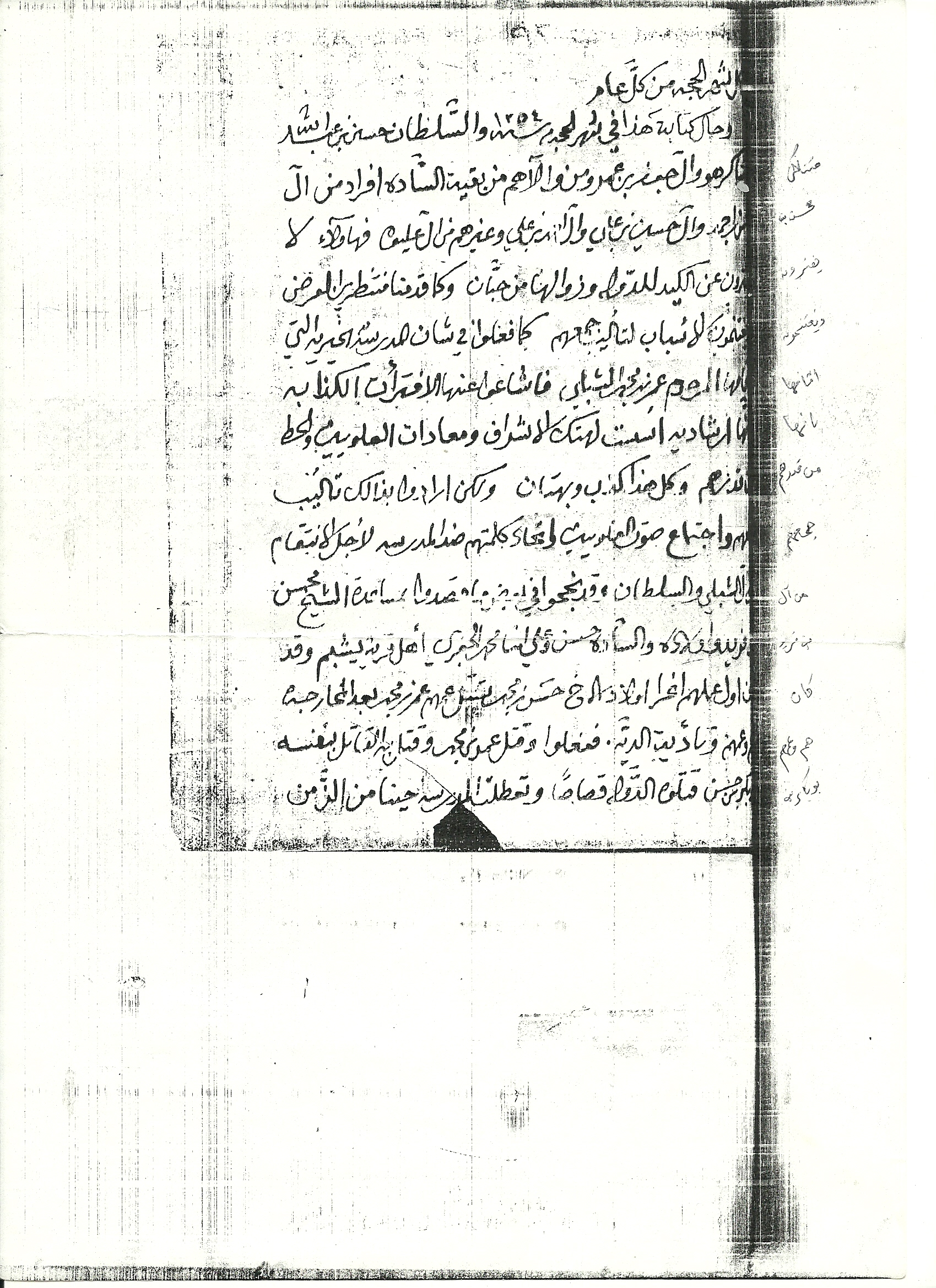

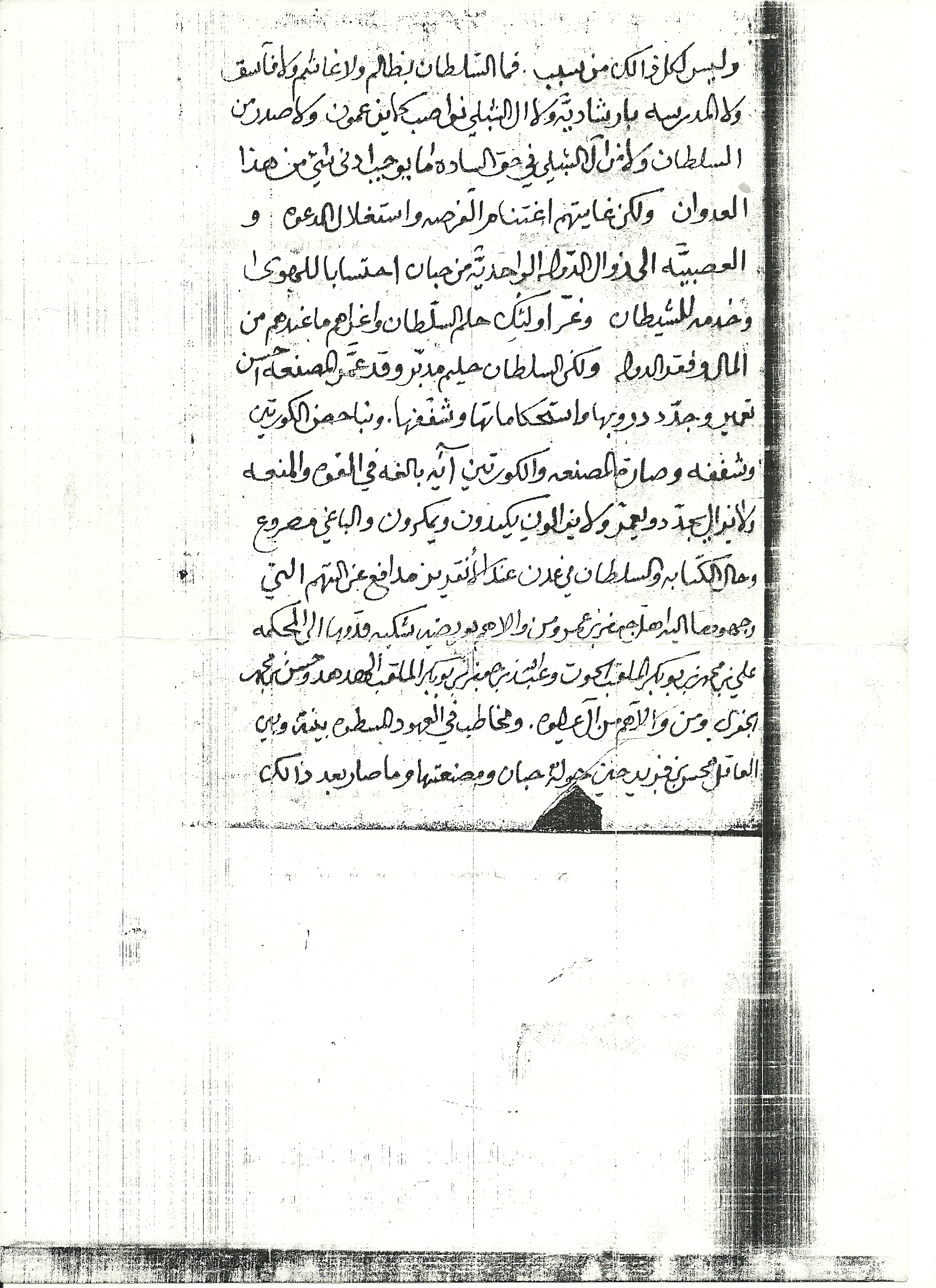

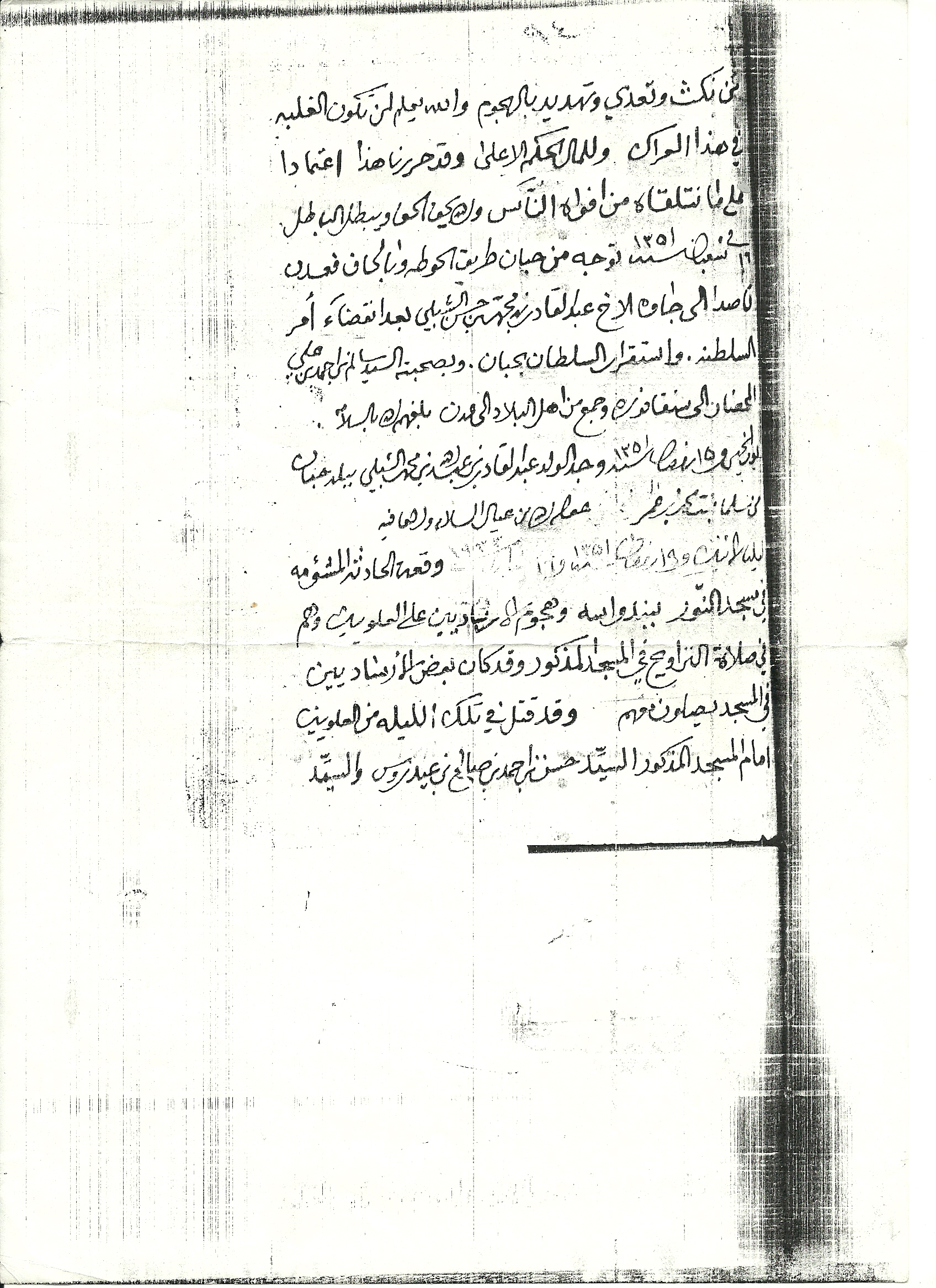